# Новгородская группа говоров

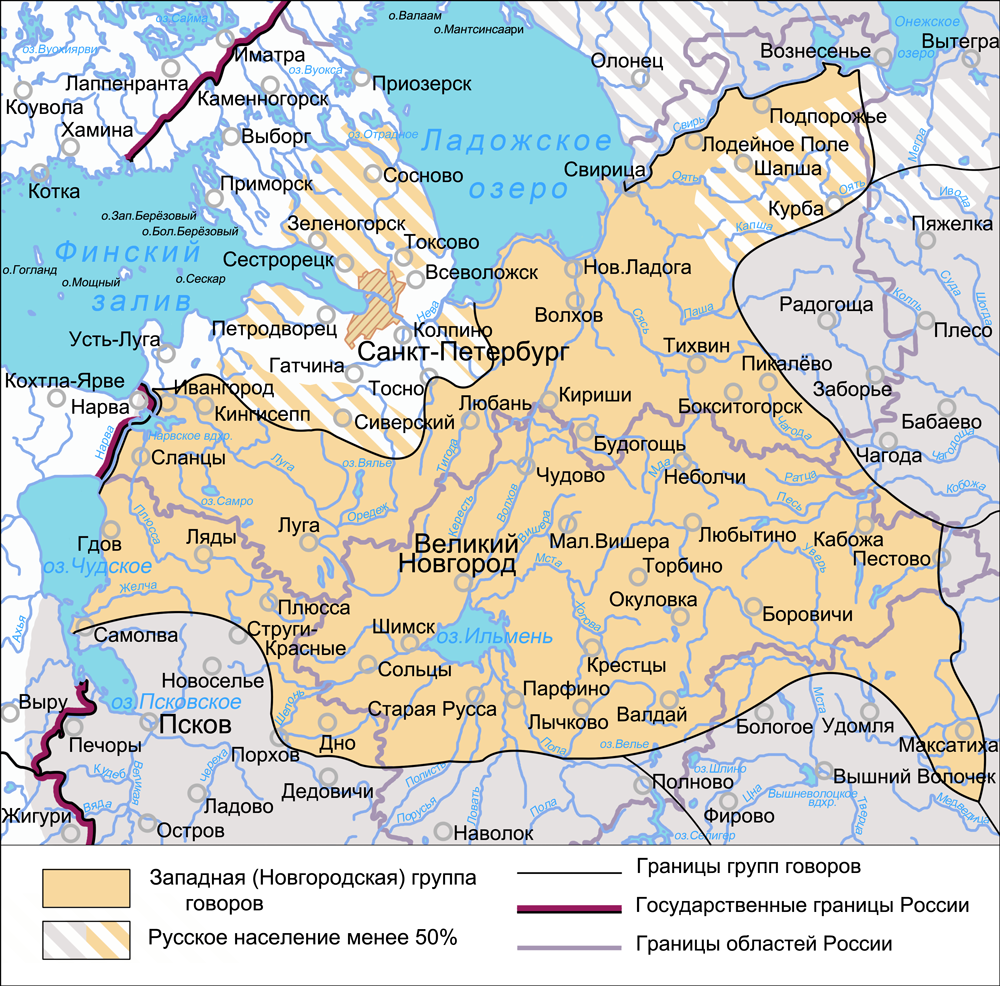
Территория Западной (Новгородской) группы говоров диалектологической карты 1915 года в границах областей современной России.

Новгородская группа говоров охватывала территории Новгородской и Петербургской губерний. Сегодня эти говоры значительно изменились, но сохраняют ещё ряд особенностей. Особенно архаичными являются говоры Боровичского, Любытинского, Хвойнинского, Пестовского и Мошенского районов.
Указанные особенности заключаются в следующем:
1. Независимо от качества следующего согласного на месте [«е закрытого»] некогда произносился [и], теперь это сохраняется архаически в произношении отдельных слов
2. Звук [а] между мягкими согласными не изменяется в [е] (грязь)
3. Губные согласные на конце слова обычно твёрдые ([сем], [голуп], [любоф])
4. Аффрикаты в большинстве говоров различались, обычно произносились как твёрдые ([мисец], [чыстой])
5. Окончание -ого произносится с [в] (доброво)
6. Совпадают формы творительного и дательного падежей множественного числа имён и местоимений (по своим ногам, шёл своим ногам)[4].

Поскольку восточноновгородские говоры имеют специфические общие изоглоссы с ростово-суздальскими и другими говорами ближнего Северо-Востока, это может говорить в пользу того, что первоначальный северо-восточный диалектный континуум был расщеплён кривичским «клином» в районе Тверского Поволжья.